# 朱塞佩·阿奎罗
朱塞佩·阿奎罗（義大利語：Giuseppe Aquaro，1983年5月21日—），是一名意大利足球运动员。

## 俱乐部生涯
阿奎罗在2002年加入意大利球队福贾一线队，之后转会到梅尔菲和切沃，都未获得机会。2005年，他前往出生地瑞士，在贝林佐纳开始得到稳定的出场机会。他之后又在另外两支瑞士球队瓦杜茲和阿勞效力，2010年转投保加利亚索菲亞中央陸軍，2011年加盟德乙球队卡尔斯鲁厄，2012年开始效力于希腊球队帕纳托利克斯。2014年2月，他在试训成功后和中国足球甲级联赛球队深圳红钻签约。